# Напреенко, Сергей Александрович
Сергей Александрович Напреенко (род. 7 декабря 1982 года в Мозыре, Гомельской области) — белорусский спортсмен, чемпион мира по гиревому спорту (IGSF), (IUKL), мастер спорта Республики Беларусь международного класса по гиревому спорту. Представляет СК «ФПБ», секретарь ОО «Белорусская федерация гиревого спорта», судья национальной категории.

## Биография
Родился в 1982 году в Мозыре. Спортом начал заниматься в 2001 году во время обучения в университете
|  | Чемпионат Европы, г. Кечемет, Венгрия |

## Достижения
Лучшие результаты (гири 32 кг): 83 подъема по длинному циклу (2019 год, Чемпионат мира г. Дублин, Ирландия)